# Sander volgensis
Sander volgensis (Gmelin, 1789) è un pesce d'acqua dolce e salmastra appartenente alla famiglia Percidae. Si trova in Austria, Azerbaigian, Bosnia ed Erzegovina, Bulgaria, Croazia, Ungheria, Moldavia, Romania, Russia, Serbia, Montenegro, Slovacchia e Ucraina.